# Juan Pons Server
Juan Pons Server (Adsubia (provincie Alicante), 25 april 1941) is een Spaans componist, muziekpedagoog, dirigent en pianist.

## Levensloop
Pons Server studeerde bij Daniel de Nueda en José Roca Coll (viool), bij José María Cervera Lloret (harmonie), bij José Báguena en Amando Blanquer Ponsoda (compositie) bij José Ferriz Llorens en Enrique García Asensio (orkestdirectie). aan het Conservatorio Superior de Música "Joaquin Rodrigo" in Valencia. Om zijn vakkennis te verbeteren, studeerde hij verder bij verschillende buitenlandse professoren, zoals Barbara Haselbach (Oostenrijk), Laszlo Ordög (Hongarije) over actuele pedagogische methodes in de muziek, Alain Weber (Frankrijk) over hedendaagse solfègemethodes en bij Günther Becker (Duitsland) en Jacques Chailley (Frankrijk) over muziekanalyse.
In 1968 werd hij benoemd tot docent en vanaf 1984 tot professor voor harmonieleer aan zijn Alma Mater, het Conservatorio Superior de Música "Joaquin Rodrigo". Later verhuisde hij naar het Conservatorio Municipal “José Iturbi” te Valencia en werd afdelingshoofd aldaar.
In de regio Valencia dirigeerde hij diverse "Bandas de Música" alsook de orkesten van de beide conservatoria te Valencia. Hij is een veelgevraagd jurylid bij de examens van de conservatoria en bij verschillende wedstrijden van de amateur-blaasorkesten in de omgeving van Valencia.
Als componist schreef hij werken voor diverse genres zoals werken voor orkest, harmonieorkest, koren, en vocale muziek. Hij is bestuurslid van de Spaanse auteursrechten-vereniging "Sociedad General de Autores de España" en van de federatie van componisten in Valencia "Asociación de Compositores Sinfónicos Valencianos (COSICOVA).

## Composities

### Werken voor orkest
- Adagio, voor strijkorkest en orgel

### Werken voor banda (harmonieorkest)
- 1970 Obertura 1970
- Preludio Coral y Fuga

### Werken voor koor
- Ave Maria, voor gemengd koor
- En Belén tocan a fuego, villancio voor gemengd koor
- Señor, ilumíname, koraal voor gemengd koor
- Cançó de bressol

### Kamermuziek
- Aire de Danza Popular, voor hobo en piano
- Aria en re mayor, voor viool en piano
- Aria en mi b mayor, voor dwarsfluit en piano
- Barcarola, voor dwarsfluit (of viool), hobo en piano
- Evocación, voor cello en piano
- Remembranza, voor altviool en piano
- Romanza, voor cello en piano
- Romanza, voor trompet en piano
- Romanza, voor trompet en orgel
- Secuencias, voor viool, cello en piano
- Secuencias, voor trompet en orgel
- Tres Piezas, voor klarinet en piano

### Werken voor piano
- Estampa musical
- Impresions
- Pequeña Romanza
- Renaixença
- Tiempo de vals

## Publicaties
- samen met Salvador Chuliá Hernández, José Climent Barber: Solfeo manuscrito Valencia: Conservatorio Municipal de Música "José Iturbi", 1991